# Walter Gotell
Walter Gotell (Bonn, 15 maart 1924 - Londen, 5 mei 1997) was een Duits acteur.

## Levensloop en carrière
Gotell begon zijn carrière in de jaren 40. In 1951 speelde hij naast Humphrey Bogart en Katherine Hepburn in The African Queen. Later zou hij vooral bekend worden voor zijn rollen in James Bondfilms. In 1963 speelde hij de rol van slecherik Morzeny in From Russia with Love. Vanaf 1977 speelde hij de rol van General Gogol in een aantal James Bondfilms. Hij zou voor deze rol gekozen zijn wegens zijn gelijkenis met Lavrenti Beria.
Gotell overleed in 1997 op 73-jarige leeftijd.

## Filmografie (selectie)
- 1942: The Day Will Dawn
- 1950: Cairo Road
- 1951: The African Queen
- 1953: The Red Beret
- 1953: Desperate Moment
- 1954: Duel in the Jungle
- 1955: Above Us the Waves
- 1955: The Dark Avenger
- 1956: Neunzehnhundertvierundachtzig (1984)
- 1956: The Man Who Knew Too Much
- 1956: The Count of Monte Cristo (televisieserie, 2 afleveringen)
- 1957: O.S.S. (televisieserie, aflevering 1x02)
- 1958: Ivanhoe (televisieserie, aflevering 1x16)
- 1958: Ice Cold in Alex
- 1958: The Man Inside
- 1958: I Was Monty’s Double
- 1959: The Bandit of Zhobe
- 1959: Shake Hands with the Devil
- 1959: The Treasure of San Teresa
- 1960: Sink the Bismarck!
- 1960: Circus of Horrors
- 1960: The Two Faces of Dr. Jekyll
- 1960: Man from Interpol (televisieserie, 3 afleveringen)
- 1960/1961: Danger Man (televisieserie, 2 afleveringen)
- 1961: The Guns of Navarone
- 1961: The Devil's Daffodil
- 1962: Road to Hong Kong
- 1962: The Longest Day (onvermeld)
- 1962: The Devil's Agent
- 1962: The Damned
- 1963: Richard The Lionheart (televisieserie, aflevering 1x23)
- 1963: 55 Days at Peking
- 1963: Lancelot and Guinevere
- 1963: From Russia with Love
- 1964: The Saint (televisieserie, aflevering 3x11)
- 1965: Lord Jim
- 1965: The Spy Who Came in From the Cold
- 1967: The Baron (televisieserie, aflevering 1x22)
- 1968: Attack on the Iron Coast
- 1968: Sherlock Holmes (televisieserie, aflevering 2x12)
- 1968: Cry Wolf
- 1969: The File of the Golden Goose
- 1969: Paul Temple (televisieserie, aflevering 1x03)
- 1969–1975: Softly Softly: Task Force (televisieserie, 54 afleveringen)
- 1972: Endless Night
- 1977: The Spy Who Loved Me
- 1977: Black Sunday
- 1977: Uppdraget
- 1977: March or Die
- 1978: The Professionals (televisieserie, aflevering 1x02)
- 1978: The Stud
- 1978: The Boys from Brazil
- 1979: The Omega Connection
- 1979: Cuba
- 1979: Moonraker
- 1980: Cry of the Innocent (televisiefilm)
- 1981: For Your Eyes Only
- 1981: Winston Churchill: The Wilderness Years (miniserie, 3 afleveringen)
- 1982: Skulden (miniserie, 4 afleveringen)
- 1983: The Scarlet and the Black (televisiefilm)
- 1983: Octopussy
- 1983: Kalabaliken i Bender
- 1983: Scarecrow and Mrs. King (televisieserie, aflevering 1x07)
- 1984: The Fall Guy (televisieserie, aflevering 3x17)
- 1984: Airwolf (televisieserie, aflevering 1x07)
- 1984: Fantasy Island (televisieserie, aflevering 7x21)
- 1984: Memed My Hawk
- 1984: Hotel (televisieserie, aflevering 2x01)
- 1985: Robert Kennedy & His Times (miniserie, 3 afleveringen)
- 1985: A View to a Kill
- 1985: The A-Team (televisieserie, aflevering 4x03)
- 1985: Knight Rider (televisieserie, aflevering 4x07)
- 1985: Basic Training
- 1986: Spenser: For Hire (televisieserie, aflevering 1x14)
- 1986: Miami Vice - Liebe und Tot (televisieserie, aflevering 3x01)
- 1986–1987: One Life to Live (televisieserie, 4 afleveringen)
- 1987: I'll Take Manhattan (miniserie)
- 1987: The Living Daylights
- 1987-1989: MacGyver (televisieserie)
- 1988: Star Trek: The Next Generation - Ein Planet wehrt sich (televisieserie)
- 1988: Sleepaway Camp II: Unhappy Campers
- 1988: Cagney & Lacey (televisieserie, aflevering 7x16)
- 1989: She Knows Too Much (televisiefilm)
- 1990: Wings of Fame
- 1991: Puppet Master III: Toulon's Revenge
- 1992: Tales from the Crypt (televisieserie, aflevering 4x13)
- 1995: The X-Files (televisieserie, aflevering 3x02)
- 1997: Prince Valiant